# Bicrisia
Bicrisia is een geslacht van mosdiertjes uit de familie van de Crisiidae en de orde Cyclostomatida.

## Soorten
- Bicrisia abyssicola Kluge, 1962
- Bicrisia biciliata (MacGillivray, 1869)
- Bicrisia edwardsiana (d'Orbigny, 1841)
- Bicrisia erecta Mawatari & Mawatari, 1973
- Bicrisia gibraltarensis Harmelin, 1990
- Bicrisia robertsonae Soule, Soule & Chaney, 1995

Niet geaccepteerde soort:
- Bicrisia warrnamboolensis Stach, 1935 → Bicrisia biciliata (MacGillivray, 1869)